# Język moklen
Język moklen – język austronezyjski używany w prowincjach Phang Nga i Phuket w południowej Tajlandii. Według danych z 1984 roku posługuje się nim 1500 osób. Jest rodzimym językiem ludu Moklen.
Wyróżniono trzy obszary geograficzne tego języka: północny (od Kɔ̀ʔ Pʰráʔ Tʰɔːŋ do Baːŋ Sak, osiem wsi), centralny (od Paːk Wiːp do Hın Laːt, dziewięć wsi), południowy (północny skrawek wyspy Phuket, trzy wsie).
Nie jest dobrze wzajemnie zrozumiały z blisko spokrewnionym językiem moken, używanym głównie w Archipelagu Mergui u wybrzeży Birmy. Niemniej moklen bywa zaliczany do dialektów moken. Stosunek obu języków do języków malajskich i czamskich pozostaje niejasny. Przypuszczalnie tworzą z nimi wspólną grupę. O ile ich leksyka ma w przeważającej mierze pochodzenie malajsko-polinezyjskie, to pod względem fonologii upodobniły się do języków kontynentalnej Azji Południowo-Wschodniej.
Wśród Moklenów w użyciu jest też język tajski. W moklen zaznaczyły się wpływy o podłożu tajskim i mon-khmerskim.
Jest zapisywany pismem tajskim.